# 賀茂真淵
賀茂真淵（日语：／ Kamo no Mabuchi，1697年4月24日—1769年11月27日）是一位日本詩人及江戶中期國學 （页面存档备份，存于）家，出生於日本濱松。
賀茂真淵於元禄10年（1697）3月4日出生於遠江國敷智郡浜松庄伊場村（今的浜松市中央區東伊場），是賀茂神社神官岡部政信的三子。從11歲開始，他向荷田春滿的姪女、浜松諏訪神社大祝杉浦國頭的妻真崎學習。26歲時，在浜松杉浦國頭家的歌會上遇見春滿，開啟了對國學的興趣。31歲時前往京都拜師春滿，努力學習詠歌和學問。春滿過世後，他定居江戶，50歲時成為八代將軍德川吉宗的次子田安宗武的和學御用。64歲時隱居，致力於著述和培養門徒。明和6年（1769）10月30日在江戶去世，並被葬在品川的東海寺（享年73歲）。

## 作品
- 『歌意考』
- 『万葉考』
- 『国意考』
- 『祝詞考』
- 『にひまなび』
- 『文意考』
- 『五意考』
- 『冠辞考』
- 『神楽考』
- 『源氏物語新釈』